# Meelkop
De meelkop (Cortinarius caperatus), ook wel "zigeuner" genoemd, is een ectomycorrhizavormende paddenstoel die tot de familie Cortinariaceae gerekend wordt. Hij is een mycorrhizasymbiont van de grove den (Pinus sylvestris), buiten NL ook loofbomen, in dennenbossen op zeer voedselarme, zure, droge zandbodems.

## Kenmerken

### Uiterlijke kenmerken
Hoed
Hij heeft een strogele tot geelbruine hoed met grijs tot witachtige en licht paars getinte glazuur. De hoed is 4–15 cm breed en karakteristiek gerimpeld. De vorm is aanvankelijk halfbolvormig tot klokvormig, wordt hij vlakker naarmate hij zich opent en heeft dan een brede, stompe umbo. Vaak wordt de rand van de hoed naar boven gebogen en radiaal van de rand afgescheurd. 
Lamellen
De lamellen, die op de steel uitpuilen en volgens sommige auteurs ook breed zijn, zijn crèmekleurig en bleek, donkerder tot oker tot kaneel en vertonen helder contrasterende, fijn gestreeptde hoedrand. 
Steel
De steel is tot 15 cm lang en is licht, witachtig aan de punt. Het oppervlak is gestructureerd met fijne vezels. In het bovenste derde deel van de steel bevindt zich een heldere, permanente en vliezige ring (annulus). Deze manchet rust op het steel, is aan de bovenzijde fijn gegroefd en heeft een dubbele rand. 
Sporenprint
De sporenprint is licht kaneelbruin. 
Geur en smaak
Het waterige en bleekwitachtige vruchtvlees ruikt aangenaam en smaakt mild.

### Microscopische kenmerken
De sporen zijn amandelvormig, wratachtig en 11–14 × 7–9 µm groot.

## Verspreiding
De meelkop is wijdverspreid in Europa, Noord-Amerika en Azië. In Nederland komt hij uiterst zeldzaam voor. Hij staat op de rode lijst in de categorie 'Verdwenen'. De laatste melding stamt uit 1980.